# Саутсайд-Плейс (Техас)
Саутсайд-Плейс (англ. Southside Place) — місто (англ. city) в США, в окрузі Гарріс штату Техас. Населення — 1835 осіб (2020).

## Географія
Саутсайд-Плейс розташований за координатами 29°42′31″ пн. ш. 95°26′8″ зх. д. / 29.70861° пн. ш. 95.43556° зх. д. (29.708686, -95.435483).  За даними Бюро перепису населення США в 2010 році місто мало площу 0,64 км², з яких 0,64 км² — суходіл та 0,00 км² — водойми.

## Демографія
Згідно з переписом 2010 року, у місті мешкало 1715 осіб у 645 домогосподарствах у складі 453 родин. Густота населення становила 2675 осіб/км².  Було 663 помешкання (1034/км²).
Расовий склад населення:
| - 78,0 % — білих - 15,4 % — азіатів - 2,6 % — чорних або афроамериканців - 0,4 % — корінних американців - 1,4 % — осіб інших рас |

До двох чи більше рас належало 2,3 %. Частка іспаномовних становила 8,0 % від усіх жителів.
За віковим діапазоном населення розподілялося таким чином: 29,2 % — особи молодші 18 років, 61,8 % — особи у віці 18—64 років, 9,0 % — особи у віці 65 років та старші. Медіана віку мешканця становила 40,1 року. На 100 осіб жіночої статі у місті припадало 99,0 чоловіків;  на 100 жінок у віці від 18 років та старших — 92,6 чоловіків також старших 18 років.
За межею бідності перебувало 8,3 % осіб, у тому числі 11,5 % дітей у віці до 18 років та 3,2 % осіб у віці 65 років та старших.
Цивільне працевлаштоване населення становило 789 осіб. Основні галузі зайнятості: освіта, охорона здоров'я та соціальна допомога — 33,0 %, науковці, спеціалісти, менеджери — 19,6 %, фінанси, страхування та нерухомість — 9,9 %, виробництво — 6,3 %.